# 朝倉村 (福島県)
朝倉村（あさくらむら）は福島県耶麻郡にあった村。現在の喜多方市山都町朝倉・熱塩加納町および熱塩加納町宮川の一部にあたる。

## 地理
- 山：赤崩山、西黒岩山、二ノ倉山、向山、黒森山、曽倉山

## 歴史
- 1889年（明治22年）4月1日 - 町村制の施行により朝倉村が単独で自治体を形成。
- 1954年（昭和29年）3月31日 - 下記の変更により朝倉村廃止。
  - 大字賢谷・沼ノ平が山都町・相川村・一ノ木村・早稲谷村と合併し、改めて山都町が発足。
  - 大字板ノ沢・背戸尻・村杉が熱塩村・加納村と合併して熱塩加納村が発足。